# 南城镇 (青神县)
南城镇，是中华人民共和国四川省眉山市青神县曾经下辖的一个镇。2019年12月，撤销黑龙镇，将其所属行政区域划归青竹街道管辖。

## 行政区划
南城镇撤销前下辖以下地区：
竹艺街社区、红桥村、兰沟村、百花村、花桥村、沙河村、大兴村和白塔村。